# Asthenocotyle taranakiensis
Asthenocotyle taranakiensis är en plattmaskart som beskrevs av Beverley-Burton, Klassen och Lester 1987. Asthenocotyle taranakiensis ingår i släktet Asthenocotyle och familjen Microbothriidae. Inga underarter finns listade i Catalogue of Life.